# Deutschland Cup 2016
27. edycja Deutschland Cup – rozegrana została w dniach 4–6 listopada 2016 roku w augsburskiej hali Curt-Frenzel-Stadion. Zgodnie z tradycją, w turnieju wzięły udział cztery zespoły. Organizatorem turnieju była niemiecka federacja hokejowa, Deutscher Eishockey-Bund (DEB).
Tytułu z poprzedniej edycji nie obronili gospodarze, zajmując w turnieju trzecie miejsce. Zwyciężyła reprezentacja Słowacji, wyprzedzając drugą w tabeli kadrę Kanady. Ostatnie miejsce zajęła reprezentacja Szwajcarii.

## Wyniki
| 4 listopada 2016 | Kanada | 3:0 | Szwajcaria | Curt-Frenzel-Stadion, Augsburg |

| Szczegóły      | Szczegóły                                                             | Szczegóły       | Szczegóły  | Szczegóły |
| -------------- | --------------------------------------------------------------------- | --------------- | ---------- | --- |
| Godzina: 16:00 | M. Robinson (PP1) 12:13 G. Kinrade (PP1) 24:52 D. Roy (EQ, ENG) 58:54 | (1:0, 1:0, 1:0) |            | Widzów: 4000 Sędzia główny: Rainer Köttstorfer Marian Rohatsch Sędziowie liniowi: Lukas Kohlmüller Tobias Schwenk |
| Godzina: 16:00 | 8 min. kar                                                            |                 | 6 min. kar | Widzów: 4000 Sędzia główny: Rainer Köttstorfer Marian Rohatsch Sędziowie liniowi: Lukas Kohlmüller Tobias Schwenk |

| 4 listopada 2016 | Niemcy | 1:3 | Słowacja | Curt-Frenzel-Stadion, Augsburg |

| Szczegóły      | Szczegóły                 | Szczegóły       | Szczegóły                                                               | Szczegóły                                                                                        |
| -------------- | ------------------------- | --------------- | ----------------------------------------------------------------------- | ------------------------------------------------------------------------------------------------ |
| Godzina: 19:30 | N. Krämmer (EQ, EA) 58:20 | (0:0, 0:1, 1:2) | 33:24 (EQ) M. Čajkovský 51:39 (EQ) V. Dravecký 59:11 (EQ, ENG) T. Hrnka | Widzów: 4035 Sędzia główny: Sirko Hunnius Robin Sir Sędziowie liniowi: Jonas Merten Andreas Roth |
| Godzina: 19:30 | 6 min. kar                |                 | 6 min. kar                                                              | Widzów: 4035 Sędzia główny: Sirko Hunnius Robin Sir Sędziowie liniowi: Jonas Merten Andreas Roth |

| 5 listopada 2016 | Słowacja | 4:3 pk. | Kanada | Curt-Frenzel-Stadion, Augsburg |

| Szczegóły      | Szczegóły                                                                                | Szczegóły                 | Szczegóły                                                     | Szczegóły                                                                                                |
| -------------- | ---------------------------------------------------------------------------------------- | ------------------------- | ------------------------------------------------------------- | --- |
| Godzina: 16:00 | M. Gernat (EQ) 10:40 A. Kudrna (SH1) 31:51 A. Jánošík (EQ) 33:10 V. Dravecký (GWG) 65:00 | (1:1, 2:1, 0:1, 0:0, 1:0) | 07:49 (EQ) K. Clark 32:30 (EQ) M. Ellison 47:46 (EQ) G. Scott | Widzów: 4500 Sędzia główny: Sirko Hunnius Marian Rohatsch Sędziowie liniowi: Jonas Merten Tobias Schwenk |
| Godzina: 16:00 | 24 min. kar                                                                              |                           | 10 min. kar                                                   | Widzów: 4500 Sędzia główny: Sirko Hunnius Marian Rohatsch Sędziowie liniowi: Jonas Merten Tobias Schwenk |

| 5 listopada 2016 | Szwajcaria | 2:3 | Niemcy | Curt-Frenzel-Stadion, Augsburg |

| Szczegóły      | Szczegóły                                  | Szczegóły       | Szczegóły                                                        | Szczegóły                                                                                                |
| -------------- | ------------------------------------------ | --------------- | ---------------------------------------------------------------- | --- |
| Godzina: 19:30 | Y. Herren (EQ) 04:19 R. Schäppi (EQ) 37:20 | (1:0, 1:1, 0:2) | 25:51 (PP1) N. Krämmer 45:08 (EQ) L. Pföderl 48:37 (SH1) D. Reul | Widzów: 4985 Sędzia główny: Marc Iwert Robin Sir Sędziowie liniowi: Kilian Hinterdobler Lukas Kohlmüller |
| Godzina: 19:30 | 33 min. kar                                |                 | 10 min. kar                                                      | Widzów: 4985 Sędzia główny: Marc Iwert Robin Sir Sędziowie liniowi: Kilian Hinterdobler Lukas Kohlmüller |

| 6 listopada 2016 | Szwajcaria | 1:4 | Słowacja | Curt-Frenzel-Stadion, Augsburg |

| Szczegóły      | Szczegóły                | Szczegóły       | Szczegóły                                                                                    | Szczegóły |
| -------------- | ------------------------ | --------------- | -------------------------------------------------------------------------------------------- | --- |
| Godzina: 13:00 | L. Martschini (EQ) 41:59 | (0:1, 0:0, 1:3) | 15:17 (SH1) L. Cingeľ 43:50 (EQ) M. Čajkovský 50:46 (EQ) M. Haščák 58:58 (EQ, ENG) M. Haščák | Widzów: 4500 Sędzia główny: Marc Iwert Rainer Köttstorfer Sędziowie liniowi: Kilian Hinterdobler Andreas Roth |
| Godzina: 13:00 | 8 min. kar               |                 | 6 min. kar                                                                                   | Widzów: 4500 Sędzia główny: Marc Iwert Rainer Köttstorfer Sędziowie liniowi: Kilian Hinterdobler Andreas Roth |

| 6 listopada 2016 | Niemcy | 1:3 | Kanada | Curt-Frenzel-Stadion, Augsburg |

| Szczegóły      | Szczegóły                | Szczegóły       | Szczegóły                                                 | Szczegóły                                                                                              |
| -------------- | ------------------------ | --------------- | --------------------------------------------------------- | --- |
| Godzina: 16:30 | 45:49 (EQ) T. Greilinger | (0:3, 0:0, 1:0) | 05:23 (EQ) K. Clark 17:24 (EQ) D. Roy 18:11 (EQ) K. Clark | Widzów: 5670 Sędzia główny: Marian Rohatsch Robin Sir Sędziowie liniowi: Lukas Kohlmüller Jonas Merten |
| Godzina: 16:30 | 6 min. kar               |                 | 4 min. kar                                                | Widzów: 5670 Sędzia główny: Marian Rohatsch Robin Sir Sędziowie liniowi: Lukas Kohlmüller Jonas Merten |

## Tabela
| Poz. | Zespół     | M | Pkt | Z | WpD | PpD | P | G+ | G- | +/- |
| ---- | ---------- | - | --- | - | --- | --- | - | -- | -- | --- |
| 1.   | Słowacja   | 3 | 8   | 2 | 1   | 0   | 1 | 11 | 5  | +6  |
| 2.   | Kanada     | 3 | 7   | 2 | 0   | 1   | 0 | 9  | 5  | +4  |
| 3.   | Niemcy     | 3 | 3   | 1 | 0   | 0   | 2 | 5  | 8  | -3  |
| 4.   | Szwajcaria | 3 | 0   | 0 | 0   | 0   | 3 | 3  | 10 | -7  |